# Train Train
Train☆Train (トレイン☆トレイン, Torein Torein) er en mangaserie i tre bind af Eiki Eiki og udsendt første gang 2002-2005.
Serien er ikke oversat til dansk, men Digital Manga Publishing har udgivet serien på engelsk og Egmont Manga & Anime på tysk.

## Baggrund
En serie om ansatte på en station var en gammel drøm for Eiki Eiki. Hun havde tidligere arbejdet som sælger af særbilletter på Shimo-Kitazawa Station (Setagaya, Tokyo) og ønskede at bruge erfaringerne i en manga. Ideen til virkeliggørelsen kom en dag, da hun var til karaoke med veninden og kollegaen Mikiyo Tsuda og denne sang The Blue Hearts single Train-Train. Eiki Eiki sprang spontant op og sagde "Min næste manga bliver en togmanga og skal hedde "Train Train"!"
Som sagt så gjort, men Mikiyo Tsuda var knap så begejstret, da hun blev opmærksom på ordfordoblingen i titlen og dermed den utilsigtede lighed med hendes egen netop påbegyndte serie Princess Princess. Det passede dog Eiki Eiki fint, der tillige ville uddybe ligheden med en stjerne mellem ordene i sin titel og et hjerte i Princess Princess. Det sidste nægtede Mikiyo Tsuda dog, men Train Train fik sin stjerne. I øvrigt nok så praktisk, da det er det eneste, der skelner navnet fra Hideyuki Kuratas og Tomomasa Takumas serie Train+Train.
Figurerne i serien er opkaldt efter forskellige togforbindelser. F.eks. Asahi der kørte mellem Tokyo og Niigata på Jouetsu Shinkansen-linjen indtil december 2002.
Som forlæg for den fiktive Minami-Kitazawa Station, hvor det meste af handlingen foregår, tjente ovennævnte Shimo-Kitazawa Station. Shimo blev dog udskiftet med Minami, det japanske ord for syd, som også indgår i navnet på Minami-Shinjuku Station, der ligesom Shimo-Kitazawa Station ligger på Odawara-linjen.

## Plot
Nyuddannet fra jernbaneskolen og med drømmen om at blive lokomotivfører kommer Asahi til MK-banens Minami-Kitazawa Station (kort Minakita) for at gøre tjeneste. Men hvad han ikke ved er, at stationens personale gennem den sidste snes år er blevet udvalgt efter udseende. Men et er udseende, noget andet er personlighed, og selv om de ansatte er dygtige folk med mange fans, har de også hver deres mere eller mindre mærkværdige personligheder og brogede fortid.
Trods titlen ser man det meste af tiden næsten intet til tog i serien, i det fokus først og fremmest er på Asahi og hans fire kollegaer Hokuto, Tsubasa, Kaiji og Hikari.

## Figurer
- Asahi Saruta (猿田朝日) er hovedpersonen og ansat på første år. Han er ung, sød og uskyldig men også naiv, uvidende og klodset. Han begår en del fejl og stiller under tiden sine kollegaers tålmodighed på prøve, men i modsætning til dem kan han dog lave mad. Han er fattig og forældreløs og bor alene sammen med præriehunden Pure. 
Han har søgt ind til jernbanen, fordi han vil være lokomotivfører ligesom sin far.

- Hokuto Matsumaru (松丸北斗) er ansat på andet år. Han er rigmandssøn og savner fornemmelse for både penges værdi og det anstændige. Således tror han, at han kan købe sig til venner, alt imens han ikke lægger skjul på at være biseksuel. 
Han har søgt ind til jernbanen, fordi han elsker køreplaner.

- Tsubasa Mashiko (益子つばさ) er ansat på andet år. Han har et sidejob som idolet Azusa Nozomi (望海つばさ), hvor han bl.a. reklamerer for MK. Han har noget mere virkelighedsfornemmelse end sine kollegaer men er også mere udspekuleret. 
Han har søgt ind til jernbanen, fordi han holder af vogne.

- Kaiji Fujisawa (藤沢快慈) er ansat på tredje år. Han har forladt Todai Universitetet og er tillige ex-rocker. Det sidste mærkes dog stadig, da han både er stor og håndfast og nemt bliver aggressiv. Navnlig Hokuto føler han sig til stadighed tirret af. 
Han har søgt ind til jernbanen, fordi han samler billetter.

- Hikari Furukawa er ansat på tredje år. Hun er ene kvinde i flokken men kan nemt forveksles med en mand og klarer da også arbejdet lige så godt som nogen mand. Det sidste til Kaijis ærgrelse, men deres indbyrdes forhold er dog mere kompliceret end som så. 
Hun har søgt ind til jernbanen på grund af uniformen (bukserne!).

- Assistent Akita (秋田) er de fems overordnede til daglig. At han lider af stress kan næppe undre, for udover de problemer arbejdet på stationen naturligt medfører, så må han til stadighed søge at holde styr på sine mærkværdige og uregerlige underordnede. 
Han har søgt ind til jernbanen, fordi det forekom han solidt, ikke af interesse.

- Chef Miyagi er Akitas kollega fra gammel tid og en taknemmelig ven midt i alle fortrædelighederne.

- Hayate Kakyoin (花京院疾風) er stationens øverste chef men fungerer også som sådan for tre andre stationer. Han er et showmenneske med mange fans, men hans underordnede var nok helst fri for hans eksistens. Han er selvglad og opmærksomhedshigende men er om muligt endnu mere uduelig end Asahi. 
Han er barnebarn af MK's præsident og kun derfor steget i graderne.

- Pure er en præriehund (en egernart) og Asahis kæledyr. Omstændighederne giver den fast bopæl på stationen med flere historier og forviklinger til følge.

- Kenichi Kodama (児玉健一) arbejder i en bar. Før arbejdede han imidlertid på stationen og ved således god besked om forholdene.

- Komachi Akita er Akitas flotte og søde datter, som både Asahi og Hokuto spontant forelsker sig i.

## Manga
I efterordet til bind 3 lægger Eiki Eiki op til, at serien skal fortsætte med figurernes videre karriere. Imidlertid er det aldrig blevet til mere end de tre bind.
| Bind | Udgivet            | ISBN-nr.           |
| --- | ------------------ | ------------------ |
| 1 | 10. september 2002 | ISBN 4-403-61688-7 |
| Asahi kommer til den specielle Minami-Kitazawa Station. Blandt det specielle personale går livet sin skæve gang med alt fra oplæring og inspektioner over driftsforstyrrelser og madlavning til jagt på både præriehunde og en mystisk kvindebegramser.                      |                    |                    |
| 2 | 1. oktober 2003    | ISBN 4-403-61729-8 |
| Asahi kommer stadig ud for de mest forskelligartede ting. Efter først at være blevet hjemløs, møder han både et spøgelse og den mere end almindeligt specielle stationschef Hayate Kakyoin såvel som bliver klogere på Kaiji og Hikaris indbyrdes forhold.                   |                    |                    |
| 3 | 1. april 2005      | ISBN 4-403-61787-5 |
| Hayate Kakyoin fortæller historien om, hvordan Minami-Kitazawa Station blev noget specielt. Specielt bliver det også, da Tsubasa bliver stationsbestyrer for en dag og sætter tingene på den anden ende. Slutteligt kommer det til et møde med Akitas smukke datter Komachi. |                    |                    |

## Crossover med Prinsess Prinsess
Eiki Eiki har ved flere lejligheder samarbejdet med veninden og kollegaen Mikiyo Tsuda. Det har bl.a. resulteret i en crossover mellem dennes serie Princess Princess og Train Train. Første del Train X Princess (トレ×プリ, Tore X Puri) blev bragt i Wings i april 2003 og efterfølgende optaget i Princess Princess, bind 3, mens anden del Princess X Train (プリ×トレ, Puri X Tore) så dagens lys i Wings i september 2003 for at siden at blive optaget i Train Train, bind 2.
I Train X Princess tager "skoleprinsesserne" Toru og Yujiro en tur til Minami-Kitazawa, hvor de kommer temmelig skævt ind på Asahi og hans mere eller mindre bemærkelsesværdige kollegaer fra stationen.
I Princess X Train vil Asahi deltage i en Miss Transvestit-konkurrence men indser hurtigt, at han må bønfalde Toru og Yujiro om hjælp for at have en fair chance.

## Hørespil-cd
I 2004 udsendtes en hørespil-cd med Train Train med følgende stemmelæggere:
- Rie Kugimiya – Asahi Saruta
- Masakazu Morita – Hokuto Matsumaru
- Megumi Ogata – Hikari Furukawa
- Ryotaro Okiayu – Kaiji Fujisawa
- Soichiro Hoshi – Tsubasa Mashiko
- Jurota Kosugi – Assistent Akita
- Daigo Stardust – Kenichi Kodama (Daigo Stardust er Eiki Eikis lillebror)
- Kae Araki – Pure
- Nobuo Tobita – Chef Miyagi

| Titel                                         | Udgivet | Kodenr.    | Type     | Indhold og bemærkninger |
| --------------------------------------------- | ------- | ---------- | -------- | ----------------------- |
| Train Train (トレイン☆トレイン Torein☆Torein) | 2004    | U-04C 2004 | Drama-cd |                         |

## Anmeldelser
Holly Ellingwood, activeAnime, skrev at "Train Train er en skør komedie, der er lige så energisk, som den er morsom."
Leroy Douresseaux, Comic Book Bin skrev at "Det er mærkeligt, at jeg kan lide den her, for det er fuldstændigt en pigemanga, men nogle mandlige læsere vil måske nyde komedien... og det nuttede."
Patricia Beard, Mania skrev at "Train☆Train har måske ikke en dramatisk eller uimodståelig historie, men homoren er let og sød, og den giver hvad det tilsigtede publikum ønsker - vignetter med fokus på deres favoritfyre."